# لارنس مک‌کورمیک
لارنس مک‌کورمیک (انگلیسی: Lawrence McCormick; ۱۲ ژوئیهٔ ۱۸۸۸ – ۳۰ دسامبر ۱۹۶۱) بازیکن هاکی روی یخ اهل کانادا بود.